# Automobilklub Polski

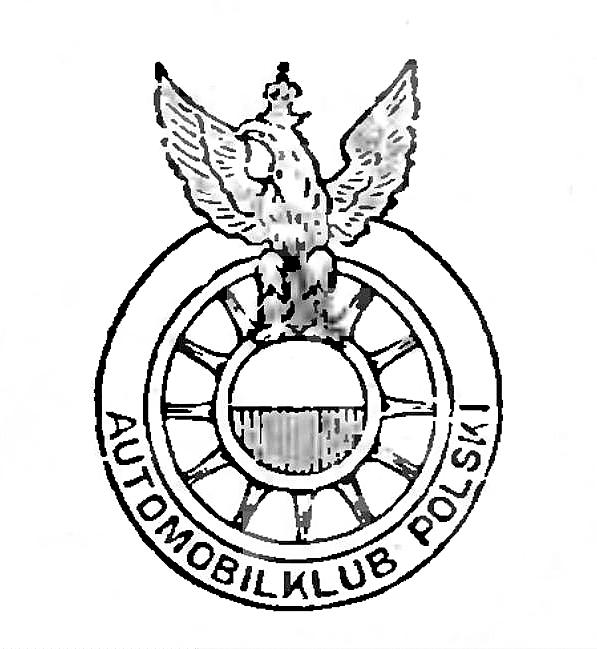
Emblemat Automobilklubu Polskiego (1924)

Automobilklub Polski – stowarzyszenie, którego celem jest upowszechnianie kultury motoryzacyjnej, popularyzowanie sportów motorowych, turystyki motorowej oraz zasad bezpieczeństwa ruchu drogowego. Siedziba Automobilklubu znajduje się w Warszawie.

## Historia
Pomysł założenia stowarzyszenia zrzeszającego kierowców powstał w 1908 roku. Opracowano statut, a zebranie konstytuujące odbyło się 7 grudnia 1908 roku.
Statut Towarzystwa Automobilistów Królestwa Polskiego został zatwierdzony 10 maja 1909 roku. Jako założyciele podpisali się pod nim: Antoni Borzewski, Kazimierz Olszowski i Adrian Chełmicki. W skład pierwszego zarządu weszli: Antoni Borzewski, Adrian Chelmicki, ks. Drucki Lubecki, Kazimierz Olszowski, Karol hr Raczyński, Piotr Lubicz Strzeszewski, August hr Zamoyski. 1 września 1910 roku zarząd powiększono o kolejnych członków: Czesława Świętopełka-Mirskiego, Stefana Dziewulskiego, Augusta Popławskiego, Zygmunta Broel-Plater, Oskara Saengera, Aleksandra Wielopolskiego. Była to organizacja o charakterze towarzyskim i skupiała miłośników i pionierów motoryzacji. Pierwszym prezesem został ks. Władysław Drucki Lubecki. W 1912 roku wydano pierwsza mapę samochodową Królestwa Polskiego. Pierwszą samodzielnie zorganizowaną imprezą Towarzystwa był rajd Warszawa-Łódź-Radom-Puławy-Lublin-Warszawa na dystansie 282 wiorst. W 1914 roku kolejny rajd odbył się od 21 do 24 maja (4 etapy na dystansie 1215 km) i w czerwcu pierwszą wystawę samochodową.

### I wojna światowa
Towarzystwa powstało Polskie Towarzystwo Pomocy Sanitarnej. W lokalu Towarzystwa działała filia Towarzystwa Pomocy Jeńcom Słowianom, z której wyłoniło się Towarzystwo Pomocy Jeńcom Polakom działające na terenie całej Rosji.

### XX-lecie międzywojenne
Po odzyskania niepodległości przystąpiono do reorganizacji. Opracowano nowy statut, który został zatwierdzony przez władze w 1921 roku. Przyjęto nową nazwę Automobilklub Polski. W 1920 roku po zgłoszeniu stowarzyszenie zostało przyjęte do Międzynarodowego Związku Automobilklubów Uznanych (A.I.A.C.R.). W 1928 roku z inicjatywy Komisji Sportowej powołano Elitę Polskich Jeźdźców Automobilowych.
Od 1 kwietnia 1936 roku Automobilklub Polski z upoważnienia ministerstwa Spraw Wewnętrznych i Ministerstwa Komunikacji rozpoczął przeprowadzanie egzaminów dla kierowców, organizując placówki egzaminacyjne na terenie całego kraju. Pierwszym nauczycielem i egzaminatorem był inżynier Witold Rychter (egzaminował m.in. premiera Polski Kazimierza Bartla).

### Siedziba

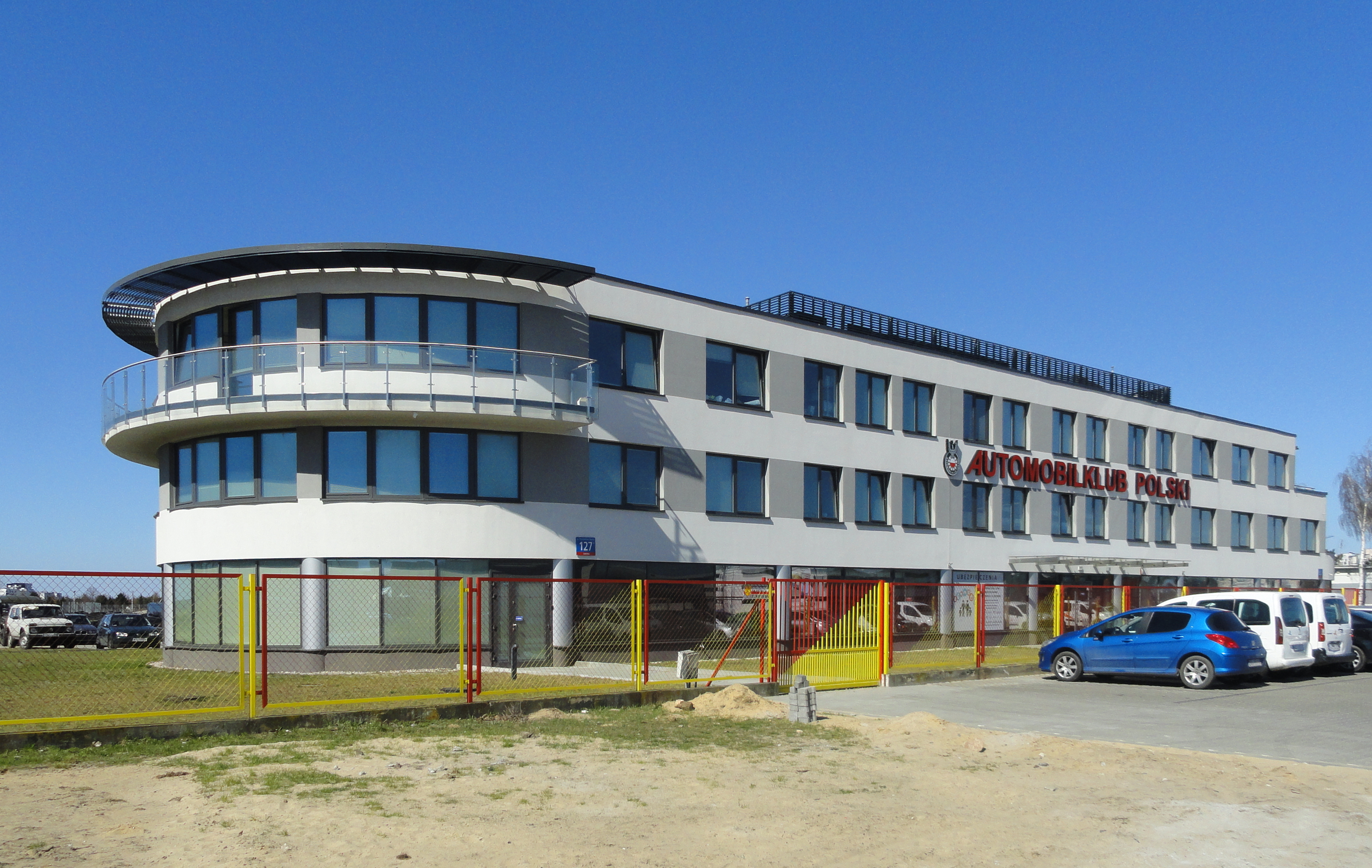
Aktualna siedziba Automobilklubu Polskiego przy ulicy Powstańców Śląskich 127 w Warszawie

Pierwszą siedzibą był hotel Bristol w Warszawie. W 1911 roku przeniesiono ją do hotelu Europejskiego, a w 1912 do własnego lokalu przy ul. Ossolińskich 6. W 1929 roku zakupiono na siedzibę budynek przy al. Szucha 10. Po II wojnie światowej siedziba znajdowała się przy ul. Pańskiej 85 w Warszawie. W 2009 roku Zarząd Automobilklubu Polski podjął uchwałę o przeniesieniu siedziby na Bemowo. W grudniu 2015 roku został oddany do użytku budynek przy ul. Powstańców Śląskich 127.

### Po II wojnie światowej
W styczniu 1950 Automobilklub Polski przestał istnieć, z powodów politycznych nastąpiła likwidacja jego struktur oraz nazwy. Na bazie Automobilklubu utworzono Polski Związek Motorowy. Dopiero po odwilży politycznej 1956 roku możliwe było tworzenie automobilklubów regionalnych, w ramach struktur PZM.
W 1957 powstał Automobilklub Warszawski, który przejął tradycję i niektóre zadania Automobilklubu Polskiego.
W 1992 stowarzyszenie powróciło do historycznej nazwy – Automobilklub Polski (wcześniej w latach 1988–1992 funkcjonowało pod nazwą Automobilklub Polski-Warszawa).
Prezesi Automobilklubu Polskiego
- 1909 – ks. Władysław Drucki Lubecki
- 1921 – ks. Zdzisław Lubomirski
- 1921-1923 – hr. Karol Raczyński
- 1923-1927 – Stanisław Grodzki
- 1928-1935 – hr. Karol Raczyński
- 1935-1939 – Julian Piasecki
- 1947-1949 – Mieczysław Skotnicki
- 1949-1950 – Piotr Jaroszewicz
- 1957-1959 – Michał Żymierski
- 1959-1968 – Henryk Gałecki
- 1968-1974 – Konrad Modrakowski
- 1974-1997 – Józef Modecki
- 1997-2004 – Marek Barański
- 2004 – Longin Bielak
- od 2004 – Romuald Chałas